# Liste der olympischen Medaillengewinner aus Deutschland/K
- Kaessmann, Werner
Olympische Sommerspiele 1972, (FRG): Goldmedaille, Feldhockey „Männer“
- Kagelmann, Uwe
Olympische Winterspiele 1972, (GDR): Bronzemedaille, Eiskunstlauf „Paare“
Olympische Winterspiele 1976, (GDR): Bronzemedaille, Eiskunstlauf „Paare“
- Kahl, Helmuth
Olympische Sommerspiele 1928, (GER): Bronzemedaille, Moderner Fünfkampf
- Kahun, Dominik
Olympische Winterspiele 2018, (GER): Silbermedaille, Eishockey „Männer“
- Kaidel, Willi
Olympische Sommerspiele 1936, (GER): Silbermedaille, Rudern „Doppelzweier Männer“
- Kaiser, Johannes
Olympische Sommerspiele 1960, (EAU): Silbermedaille, Leichtathletik „4-mal-400-Meter-Staffel Männer“
- Kaiser, Willy
Olympische Sommerspiele 1936, (GER): Goldmedaille, Boxen „Fliegengewicht Männer“
- Kallies, Monika
Olympische Sommerspiele 1976, (GDR): Goldmedaille, Rudern „Achter Frauen“
- Kamps, Uwe
Olympische Sommerspiele 1988, (FRG): Bronzemedaille, Fußball „Männer“
- Kania-Enke, Karin
Olympische Winterspiele 1980, (GDR): Goldmedaille, Eisschnelllauf „500 Meter Frauen“
Olympische Winterspiele 1984, (GDR): Silbermedaille, Eisschnelllauf „500 Meter Frauen“
Olympische Winterspiele 1984, (GDR): Goldmedaille, Eisschnelllauf „1000 Meter Frauen“
Olympische Winterspiele 1984, (GDR): Goldmedaille, Eisschnelllauf „1500 Meter Frauen“
Olympische Winterspiele 1984, (GDR): Silbermedaille, Eisschnelllauf „3000 Meter Frauen“
Olympische Winterspiele 1988, (GDR): Bronzemedaille, Eisschnelllauf „500 Meter Frauen“
Olympische Winterspiele 1988, (GDR): Silbermedaille, Eisschnelllauf „1000 Meter Frauen“
Olympische Winterspiele 1988, (GDR): Silbermedaille, Eisschnelllauf „1500 Meter Frauen“
- Kannenberg, Bernd
Olympische Sommerspiele 1972, (FRG): Goldmedaille, Leichtathletik „50 Kilometer Gehen Männer“
- Kapheim, Ramona
Olympische Sommerspiele 1980, (GDR): Goldmedaille, Rudern „Vierer mit Steuerfrau“
- Karl, Martin
Olympische Sommerspiele 1936, (GER): Goldmedaille, Rudern „Vierer ohne Steuermann“
- Karnatz, Ulrich
Olympische Sommerspiele 1976, (GDR): Goldmedaille, Rudern „Achter Männer“
Olympische Sommerspiele 1980, (GDR): Goldmedaille, Rudern „Achter Männer“
- Karsch, Monika
Olympische Sommerspiele 2016, (GER): Silbermedaille, Schießen „Sportpistole 25 m Frauen“
- Karsch, Rudolf
Olympische Sommerspiele 1936, (GER): Bronzemedaille, Bahnradsport „1000 Meter Zeitfahren Männer“
- Karsten, Horst
Olympische Sommerspiele 1964, (EAU): Bronzemedaille, Vielseitigkeitsreiten „Mannschaft“
Olympische Sommerspiele 1972, (FRG): Bronzemedaille, Vielseitigkeitsreiten „Mannschaft“
- Karstens, Anke
Olympische Winterspiele 2014, (GER): Silbermedaille, Snowboard „Parallelslalom Frauen“
- Kaschube, Ilse
Olympische Sommerspiele 1972, (GDR): Silbermedaille, Kanurennsport „K2 500 Meter Frauen“
- Käsling, Dagmar
Olympische Sommerspiele 1972, (GDR): Goldmedaille, Leichtathletik „4-mal-400-Meter-Staffel Frauen“
- Kaspareit, Thies
Olympische Sommerspiele 1988, (FRG): Goldmedaille, Vielseitigkeitsreiten „Mannschaft“
- Kästner, Detlef
Olympische Sommerspiele 1980, (GDR): Bronzemedaille, Boxen „Halbmittelgewicht“
- Katzenstein, Walther
Olympische Sommerspiele 1900, (GER): Goldmedaille, Rudern „Vierer mit Steuermann Männer“
- Katzer, Rudolf
Olympische Sommerspiele 1908, (GER): Silbermedaille, Bahnradsport „4000-Meter-Mannschaftsverfolgung Männer“
- Katzur, Klaus
Olympische Sommerspiele 1972, (GDR): Silbermedaille, Schwimmen „4-mal-100-Meter-Lagenstaffel Männer“
- Kauder, Reinhold
Olympische Sommerspiele 1972, (FRG): Silbermedaille, Kanuslalom „C1 Männer“
- Kaufer, Evelin
Olympische Sommerspiele 1972, (GDR): Silbermedaille, Leichtathletik „4-mal-100-Meter-Staffel Frauen“
- Kaufmann, Carl
Olympische Sommerspiele 1960, (EAU): Silbermedaille, Leichtathletik „400 Meter Männer“
Olympische Sommerspiele 1960, (EAU): Silbermedaille, Leichtathletik „4-mal-400-Meter-Staffel Männer“
- Kaufmann, Heinz
Olympische Sommerspiele 1936, (GER): Bronzemedaille, Rudern „Achter Männer“
- Kaufmann, Paul-Philipp
Olympische Sommerspiele 2024, (GER): Silbermedaille, Feldhockey „Männer“
- Kaun, Elfriede
Olympische Sommerspiele 1936, (GER): Bronzemedaille, Leichtathletik „Hochsprung Frauen“
- Kauschke, Katrin
Olympische Sommerspiele 1992, (GER): Silbermedaille, Feldhockey „Frauen“
- Kegel, Oliver
Olympische Sommerspiele 1992, (GER): Goldmedaille, Kanurennsport „K4 1000 Meter Männer“
- Kehle, Anton
Olympische Winterspiele 1976, (FRG): Bronzemedaille, Eishockey „Männer“
- Keimig, Heinrich
Olympische Sommerspiele 1936, (GER): Goldmedaille, Feldhandball „Männer“
- Keiter, Hans
Olympische Sommerspiele 1936, (GER): Goldmedaille, Feldhandball „Männer“
- Kehrmann, Florian
Olympische Sommerspiele 2004, (GER): Silbermedaille, Handball „Männer“
- Keller, Andreas
Olympische Sommerspiele 1984, (FRG): Silbermedaille, Feldhockey „Männer“
Olympische Sommerspiele 1988, (FRG): Silbermedaille, Feldhockey „Männer“
Olympische Sommerspiele 1992, (GER): Goldmedaille, Feldhockey „Männer“
- Keller, Carsten
Olympische Sommerspiele 1972, (FRG): Goldmedaille, Feldhockey „Männer“
- Keller, Christian
Olympische Sommerspiele 1996, (GER): Bronzemedaille, Schwimmen „4-mal-100-Meter-Freistilstaffel Männer“
- Keller, Erhard
Olympische Winterspiele 1968, (FRG): Goldmedaille, Eisschnelllauf „500 Meter Männer“
Olympische Winterspiele 1972, (FRG): Goldmedaille, Eisschnelllauf „500 Meter Männer“
- Keller, Erwin
Olympische Sommerspiele 1936, (GER): Silbermedaille, Feldhockey „Männer“
- Keller, Florian
Olympische Sommerspiele 2008, (GER): Goldmedaille, Feldhockey „Männer“
- Keller, Franz
Olympische Winterspiele 1968, (FRG): Goldmedaille, Nordische Kombination „Einzel Männer“
- Keller, Natascha
Olympische Sommerspiele 2004, (GER): Goldmedaille, Feldhockey „Frauen“
- Kellner, Paul
Olympische Sommerspiele 1912, (GER): Bronzemedaille, Schwimmen „100 Meter Rücken Männer“
- Kellner, Rosa
Olympische Sommerspiele 1928, (GER): Bronzemedaille, Leichtathletik „4-mal-100-Meter-Staffel Frauen“
- Kellner, Uwe
Olympische Sommerspiele 1992, (GER): Silbermedaille, Rudern „Vierer mit Steuermann“
- Kemme, Tabea
Olympische Sommerspiele 2016, (GER): Goldmedaille, Fußball „Frauen“
- Kemmer, Heike
Olympische Sommerspiele 2004, (GER): Goldmedaille, Dressurreiten „Mannschaft“
Olympische Sommerspiele 2008, (GER): Goldmedaille, Dressurreiten „Mannschaft“
Olympische Sommerspiele 2008, (GER): Bronzemedaille, Dressurreiten „Einzel“
- Kemmer, Herbert
Olympische Sommerspiele 1928, (GER): Bronzemedaille, Feldhockey „Männer“
Olympische Sommerspiele 1936, (GER): Silbermedaille, Feldhockey „Männer“
- Kemser, Franz
Olympische Winterspiele 1952, (GER): Goldmedaille, Bobsport „Viererbob Männer“
- Kerber, Angelique
Olympische Sommerspiele 2016, (GER): Silbermedaille, Tennis „Frauen Einzel“
- Kermer, Romy
Olympische Winterspiele 1976, (GDR): Silbermedaille, Eiskunstlauf „Paare“
- Kerschowski, Isabel
Olympische Sommerspiele 2016, (GER): Goldmedaille, Fußball „Frauen“
- Kersten, Dagmar
Olympische Sommerspiele 1988, (GDR): Silbermedaille, Turnen „Stufenbarren“
Olympische Sommerspiele 1988, (GDR): Bronzemedaille, Turnen „Mannschaftsmehrkampf Frauen“
- Kersten, Peter
Olympische Sommerspiele 1980, (GDR): Bronzemedaille, Rudern „Einer Männer“
- Keßlau, Norbert
Olympische Sommerspiele 1988, (FRG): Bronzemedaille, Rudern „Vierer ohne Steuermann“
- Kiefer, Nicolas
Olympische Sommerspiele 2004, (GER): Silbermedaille, Tennis „Doppel Männer“
- Kiehl, Heinz
Olympische Sommerspiele 1964, (EAU): Bronzemedaille, Ringen „griechisch-römischer Stil, Halbschwergewicht“
- Kiehl, Marina
Olympische Winterspiele 1988, (FRG): Goldmedaille, Ski Alpin „Abfahrt Frauen“
- Kielgaß, Kerstin
Olympische Sommerspiele 1992, (GER):Bronzemedaille, Schwimmen „200 Meter Fristil Frauen“
Olympische Sommerspiele 1992, (GER): Silbermedaille, Schwimmen „4-mal-100-Meter-Freistilstaffei Frauen“
Olympische Sommerspiele 1996, (GER): Silbermedaille, Schwimmen „4-mal-200-Meter-Freistilstaffei Frauen“
Olympische Sommerspiele 2000, (GER): Bronzemedaille, Schwimmen „4-mal-200-Meter-Freistilstaffel Frauen“
- Kienzle, Alfred
Olympische Sommerspiele 1936, (GER): Silbermedaille, Wasserball „Männer“
- Kiermayer, Susanne
Olympische Sommerspiele 1996, (GER): Silbermedaille, Schießen „Doppeltrap“
- Kießling, Udo
Olympische Winterspiele 1976, (FRG): Bronzemedaille, Eishockey „Männer“
- Kilian, Hanns
Olympische Winterspiele 1928, (GER): Bronzemedaille, Bobsport „Fünferbob Männer“
Olympische Winterspiele 1932, (GER): Bronzemedaille, Bobsport „Viererbob Männer“
- Kilius, Marika
Olympische Winterspiele 1960, (EAU): Silbermedaille, Eiskunstlauf „Paare“
Olympische Winterspiele 1964, (EAU): Silbermedaille, Eiskunstlauf „Paare“
- Kinder, Manfred
Olympische Sommerspiele 1960, (EAU): Silbermedaille, Leichtathletik „4-mal-400-Meter-Staffel Männer“
Olympische Sommerspiele 1968, (FRG): Bronzemedaille, Leichtathletik „4-mal-400-Meter-Staffel Männer“
- Kink, Marcus
Olympische Winterspiele 2018, (GER): Silbermedaille, Eishockey „Männer“
- Kinshofer, Christa
Olympische Winterspiele 1980, (FRG): Silbermedaille, Ski Alpin „Slalom Frauen“
Olympische Winterspiele 1988, (FRG): Silbermedaille, Ski Alpin „Riesenslalom Frauen“
Olympische Winterspiele 1988, (FRG): Bronzemedaille, Ski Alpin „Slalom Frauen“
- Kirchbach, Gunar
Olympische Sommerspiele 1996, (GER): Goldmedaille, Kanurennsport „C2 1000 Meter Männer“
- Kircheisen, Björn
Olympische Winterspiele 2002, (GER): Silbermedaille, Nordische Kombination „Teamwettbewerb Männer“
Olympische Winterspiele 2006, (GER): Silbermedaille, Nordische Kombination „Teamwettbewerb Männer“
Olympische Winterspiele 2010, (GER): Bronzemedaille, Nordische Kombination „Teamwettbewerb Männer“
Olympische Winterspiele 2014, (GER): Silbermedaille, Nordische Kombination „Teamwettbewerb Männer“
- Kirchhoff, Detlef
Olympische Sommerspiele 1988, (GDR): Silbermedaille, Rudern „Zweier mit Steuermann“
Olympische Sommerspiele 1992, (GER): Bronzemedaille, Rudern „Achter Männer“
Olympische Sommerspiele 1996, (GER): Silbermedaille, Rudern „Achter Männer“
- Kirchhoff, Ulrich
Olympische Sommerspiele 1996, (GER): Goldmedaille, Springreiten „Mannschaft“
Olympische Sommerspiele 1996, (GER): Goldmedaille, Springreiten „Einzel“
- Kirchner, Andreas
Olympische Winterspiele 1980, (GDR): Bronzemedaille, Bobsport „Viererbob Männer“
Olympische Winterspiele 1984, (GDR): Goldmedaille, Bobsport „Viererbob Männer“
- Kirchner, Mark
Olympische Winterspiele 1992, (GER): Silbermedaille, Biathlon „20 Kilometer Einzel Männer“
Olympische Winterspiele 1992, (GER): Goldmedaille, Biathlon „10 Kilometer Einzel Männer“
Olympische Winterspiele 1992, (GER): Goldmedaille, Biathlon „4-mal-7,5-Kilometer-Staffel Männer“
Olympische Winterspiele 1994, (GER): Goldmedaille, Biathlon „4-mal-7,5-Kilometer-Staffel Männer“
- Kiriasis, Sandra
Olympische Winterspiele 2006, (GER): Goldmedaille, Bobsport „Zweierbob Frauen“
- Kirst, Jutta
Olympische Sommerspiele 1980, (GDR): Bronzemedaille, Leichtathletik „Hochsprung Frauen“
- Kisabaka, Linda
Olympische Sommerspiele 1996, (GER): Bronzemedaille, Leichtathletik „4-mal-400-Meter-Staffel Frauen“
- Kische, Gerd
Olympische Sommerspiele 1976, (GDR): Goldmedaille, Fußball „Männer“
- Kische, Marion
Olympische Sommerspiele 1976, (GDR): Bronzemedaille, Turnen „Mannschaftsmehrkampf Frauen“
- Kißner, Jürgen
Olympische Sommerspiele 1968, (FRG): Silbermedaille, Bahnradsport „4000-Meter-Mannschaftsverfolgung Männer“
- Kittstein, Detlev
Olympische Sommerspiele 1972, (FRG): Goldmedaille, Feldhockey „Männer“
- Klaar, Norbert
Olympische Sommerspiele 1976, (GDR): Goldmedaille, Schießen „Schnellfeuerpistole Männer“
- Klaes, Ulrich
Olympische Sommerspiele 1972, (FRG): Goldmedaille, Feldhockey „Männer“
- Klapezynski, Ulrike
Olympische Sommerspiele 1976, (GDR): Bronzemedaille, Leichtathletik „1500 Meter Frauen“
- Klatt, Werner
Olympische Sommerspiele 1976, (GDR): Goldmedaille, Rudern „Achter Männer“
- Klause, Gert-Dietmar
Olympische Winterspiele 1976, (GDR): Silbermedaille, Langlauf „50 Kilometer Männer“
- Klawonn, Frank
Olympische Sommerspiele 1988, (GER): Goldmedaille, Rudern „Vierer mit Steuermann“
- Kleber, Ina
Olympische Sommerspiele 1980, (GDR): Silbermedaille, Schwimmen „100 Meter Rücken Männer“
- Klecker, Denise
Olympische Sommerspiele 2004, (GER): Goldmedaille, Feldhockey „Frauen“
- Klees, Christian
Olympische Sommerspiele 1996, (GER): Goldmedaille, Schießen „Kleinkaliber liegend“
- Kleibrink, Benjamin
Olympische Sommerspiele 2008, (GER): Goldmedaille, Fechten „Florett Einzel Männer“
Olympische Sommerspiele 2012, (GER): Bronzemedaille, Fechten „Florett Mannschaft Männer“
- Klein, Hans-Joachim
Olympische Sommerspiele 1964, (EAU): Bronzemedaille, Schwimmen „100 Meter Fereistil Männer“
Olympische Sommerspiele 1964, (EAU): Silbermedaille, Schwimmen „4-mal-100-Meter-Freistilstaffel Männer“
Olympische Sommerspiele 1964, (EAU): Silbermedaille, Schwimmen „4-mal-200-Meter-Freistilstaffel Männer“
Olympische Sommerspiele 1964, (EAU): Silbermedaille, Schwimmen „4-mal-100-Meter-Lagenstaffel Männer“
- Klein, Helga
Olympische Sommerspiele 1952, (GER): Silbermedaille, Leichtathletik „4-mal-100-Meter-Staffel Frauen“
- Klein, Herbert
Olympische Sommerspiele 1952, (GER): Bronzemedaille, Schwimmen „200 Meter Brust Männer“
- Klein, Lisa
Olympische Sommerspiele 2020, (GER): Goldmedaille, Bahnradsport „Mannschaftsverfolgung Frauen“
- Klein, Manfred
Olympische Sommerspiele 1988, (FRG): Goldmedaille, Rudern „Achter Männer“
Olympische Sommerspiele 1992, (GER): Bronzemedaille, Rudern „Achter Männer“
- Klein, Sascha
Olympische Sommerspiele 2008, (GER): Silbermedaille, Wasserspringen „Synchron 10-Meter-Turm Männer“
- Kleine, Theodor
Olympische Sommerspiele 1956, (EAU): Silbermedaille, Kanurennsport „K2 10.000 Meter Männer“
- Kleinert, Nadine
Olympische Sommerspiele 2004, (GER): Silbermedaille, Leichtathletik „Kugelstoßen Frauen“
- Klemet, Oliver
Olympische Sommerspiele 2024, (GER): Silbermedaille, Schwimmen „10 km Freiwasser Männer“
- Kleinschmidt, Mark
Olympische Sommerspiele 1996, (GER): Silbermedaille, Rudern „Achter Männer“
- Kleppinger, Gerhard
Olympische Sommerspiele 1988, (FRG): Bronzemedaille, Fußball „Männer“
- Klieme, Manfred
Olympische Sommerspiele 1960, (EAU): Silbermedaille, Bahnradsport „4000-Meter-Mannschaftsverfolgung Männer“
- Klier, Cornelia
Olympische Sommerspiele 1980, (GDR): Goldmedaille, Rudern „Zweier ohne Steuerfrau“
- Klier, Johanna
Olympische Sommerspiele 1976, (GDR): Goldmedaille, Leichtathletik „100 Meter Hürden Frauen“
Olympische Sommerspiele 1980, (GDR): Silbermedaille, Leichtathletik „100 Meter Hürden Frauen“
- Klimke, Ingrid
Olympische Sommerspiele 2008, (GER): Goldmedaille, Vielseitigkeitsreiten „Mannschaft“
Olympische Sommerspiele 2012, (GER): Goldmedaille, Vielseitigkeitsreiten „Mannschaft“
Olympische Sommerspiele 2016, (GER): Silbermedaille, Vielseitigkeitsreiten „Mannschaft“
- Klimke, Reiner
Olympische Sommerspiele 1964, (EAU): Goldmedaille, Dressurreiten „Mannschaft“
Olympische Sommerspiele 1968, (FRG): Bronzemedaille, Dressurreiten „Einzel“
Olympische Sommerspiele 1968, (FRG): Goldmedaille, Dressurreiten „Mannschaft“
Olympische Sommerspiele 1976, (FRG): Bronzemedaille, Dressurreiten „Einzel“
Olympische Sommerspiele 1976, (FRG): Goldmedaille, Dressurreiten „Mannschaft“
Olympische Sommerspiele 1984, (FRG): Goldmedaille, Dressurreiten „Einzel“
Olympische Sommerspiele 1984, (FRG): Goldmedaille, Dressurreiten „Mannschaft“
Olympische Sommerspiele 1988, (FRG): Goldmedaille, Dressurreiten „Mannschaft“
- Klingenburg, Paul
Olympische Sommerspiele 1936, (GER): Silbermedaille, Wasserball „Männer“
- Klingler, Alfred
Olympische Sommerspiele 1936, (GER): Goldmedaille, Feldhandball „Männer“
- Klingner, Bernd
Olympische Sommerspiele 1968, (FRG): Goldmedaille, Schießen „Kleinkaliber Dreistellungskampf“
- Klinsmann, Jürgen
Olympische Sommerspiele 1988, (FRG): Bronzemedaille, Fußball „Männer“
- Klöden, Andreas
Olympische Sommerspiele 2000, (GER): Bronzemedaille, Straßenradsport „Straßenrennen Männer“
- Klostermann, Lukas
Olympische Sommerspiele 2016, (GER): Silbermedaille, Fußball „Männer“
- Klotz, Karlheinz
Olympische Sommerspiele 1972, (FRG): Bronzemedaille, Leichtathletik „4-mal-100-Meter-Staffel Frauen“
- Klotz, Ulrike
Olympische Sommerspiele 1988, (GDR): Bronzemedaille, Turnen „Mannschaftsmehrkampf Frauen“
- Klotz, Wolfgang
Olympische Sommerspiele 1972, (GDR): Bronzemedaille, Turnen „Mannschaftsmehrkampf Männer“
Olympische Sommerspiele 1976, (GDR): Bronzemedaille, Turnen „Mannschaftsmehrkampf Männer“
- Klug, Annette
Olympische Sommerspiele 1988, (FRG): Goldmedaille, Fechten „Florett Mannschaft Frauen“
- Kluge, Anja
Olympische Sommerspiele 1988, (GDR): Goldmedaille, Rudern „Achter Frauen“
- Kluge, Roger
Olympische Sommerspiele 2008, (GER): Silbermedaille, Bahnradsport „Punktefahren Männer“
- Klugmann, Harry
Olympische Sommerspiele 1972, (FRG): Bronzemedaille, Vielseitigkeitsreiten „Mannschaft“
- Knab, Ursula
Olympische Sommerspiele 1952, (GER): Silbermedaille, Leichtathletik „4-mal-100-Meter-Staffel Frauen“
- Knacke, Christiane
Olympische Sommerspiele 1980, (GDR): Bronzemedaille, Schwimmen „100 Meter Schmetterling“
- Knauth, Michael
Olympische Sommerspiele 1992, (GER): Goldmedaille, Feldhockey „Männer“
- Knauthe, Hansjörg
Olympische Winterspiele 1972, (GDR): Bronzemedaille „4-mal-7,5-Kilometer-Staffel Männer“
- Knautz, Arthur
Olympische Sommerspiele 1936, (GER): Goldmedaille, Feldhandball „Männer“
- Knebel, Andreas
Olympische Sommerspiele 1980, (GDR): Silbermedaille, Leichtathletik „4-mal-400-Meter-Staffel Männer“
- Knorr, Juri
Olympische Sommerspiele 2024, (GER): Silbermedaille, Handball „Männer“
- Knörzer, Lothar
Olympische Sommerspiele 1956, (EAU): Bronzemedaille, Leichtathletik „4-mal-100-Meter-Staffel Männer“
- Knosp, Martin
Olympische Sommerspiele 1984, (FRG): Silbermedaille, Ringen „Freistil Weltergewicht Männer“
- Knubel, Bernhard
Olympische Sommerspiele 1960, (EAU): Goldmedaille, Rudern „Zweier mit Steuermann“
- Kober, Amelie
Olympische Winterspiele 2006, (GER): Silbermedaille, Snowboard „Parallelriesenslalom Frauen“
Olympische Winterspiele 2014, (GER): Bronzemedaille, Snowboard „Parallelslalom Frauen“
- Kober, Lars
Olympische Sommerspiele 2000, (GER): Bronzemedaille, Kanurennsport „C2 1000 Meter Männer“
- Köber, Sebastian
Olympische Sommerspiele 2000, (GER): Bronzemedaille, Boxen „Schwergewicht Männer“
- Köberle, Walter
Olympische Winterspiele 1976, (FRG): Bronzemedaille, Eishockey „Männer“
- Kobusch, Klaus
Olympische Sommerspiele 1964, (EAU): Bronzemedaille, Bahnradsport „Tandem Männer“
- Koch, Alexander
Olympische Sommerspiele 1992, (GER): Goldmedaille, Fechten „Florett Mannschaft Männer“
- Koch, Beate
Olympische Sommerspiele 1988, (GDR): Bronzemedaille, Leichtathletik „Speerwurf“
- Koch, Erland
Olympische Sommerspiele 1912, (GER): Bronzemedaille, Schießen „Tontaubenschießen Mannschaft Männer“
- Koch, Marita
Olympische Sommerspiele 1980, (GDR): Goldmedaille, Leichtathletik „400 Meter Frauen“
Olympische Sommerspiele 1980, (GDR): Silbermedaille, Leichtathletik „4-mal-400-Meter-Staffel Frauen“
- Koch, Martina Helga
Olympische Sommerspiele 1984, (FRG): Silbermedaille, Feldhockey „Frauen“
- Kohde-Kilsch, Claudia
Olympische Sommerspiele 1988, (FRG): Bronzemedaille, Tennis „Doppel Frauen“
- Kohlbacher, Jannik
Olympische Sommerspiele 2024, (GER): Silbermedaille, Handball „Männer“
- Köhler, Christa
Olympische Sommerspiele 1976, (GDR): Silbermedaille, Wasserspringen „3 Meter Frauen“
- Köhler, Gisela
Olympische Sommerspiele 1956, (EAU): Silbermedaille, Leichtathletik „80 Meter Hürden Frauen“
Olympische Sommerspiele 1960, (EAU): Bronzemedaille, Leichtathletik „80 Meter Hürden Frauen“
- Köhler, Käthe
Olympische Sommerspiele 1936, (GER): Bronzemedaille, Wasserspringen „Turm Frauen“
- Köhler, Sarah
Olympische Sommerspiele 2020, (GER): Bronzemedaille, Schwimmen „1500 Meter Freistil Frauen“
- Köhler, Siegfried
Olympische Sommerspiele 1960, (EAU): Silbermedaille, Bahnradsport „4000-Meter-Mannschaftsverfolgung Männer“
- Köhler, Thomas
Olympische Winterspiele 1964, (EAU): Goldmedaille, Rennrodeln „Einsitzer Männer“
Olympische Winterspiele 1968, (GDR): Silbermedaille, Rennrodeln „Einsitzer Männer“
Olympische Winterspiele 1968, (GDR): Goldmedaille, Rennrodeln „Zweisitzer Männer“
- Kohlhoff, Paul
Olympische Sommerspiele 2020, (GER): Bronzemedaille, Segeln „Nacra 17 (Mixed)“
- Kohnke, Peter
Olympische Sommerspiele 1960, (EAU): Goldmedaille, Schießen „Kleinkaliber liegend Männer“
- Kokot, Manfred
Olympische Sommerspiele 1976, (GDR): Silbermedaille, Leichtathletik „4-mal-100-Meter-Staffel Männer“
- Kolbe, Peter-Michael
Olympische Sommerspiele 1976, (FRG): Silbermedaille, Rudern „Einer Männer“
Olympische Sommerspiele 1984, (FRG): Silbermedaille, Rudern „Einer Männer“
Olympische Sommerspiele 1988, (FRG): Silbermedaille, Rudern „Einer Männer“
- König, Rita
Olympische Sommerspiele 2000, (GER): Silbermedaille, Fechten „Florett Einzel Frauen“
Olympische Sommerspiele 2000, (GER): Bronzemedaille, Fechten „Florett Mannschaft Frauen“
- Kons, Ulrich
Olympische Sommerspiele 1980, (GDR): Goldmedaille, Rudern „Achter Männer“
- Köpf, Ernst
Olympische Winterspiele 1976, (FRG): Bronzemedaille, Eishockey „Männer“
- Köpke, Christiane
Olympische Sommerspiele 1976, (GDR): Goldmedaille, Rudern „Achter Frauen“
Olympische Sommerspiele 1980, (GDR): Goldmedaille, Rudern „Achter Frauen“
- Koppe, Erwin
Olympische Sommerspiele 1964, (EAU): Bronzemedaille, Turnen „Mannschaftszwölfkampf Männer“
- Koppe, Hans-Peter
Olympische Sommerspiele 1980, (GDR): Goldmedaille, Rudern „Achter Männer“
- Köppen, Jens
Olympische Sommerspiele 1988, (GDR): Bronzemedaille, Rudern „Doppelvierer Männer“
- Köppen, Kerstin
Olympische Sommerspiele 1992, (GER): Goldmedaille, Rudern „Doppelzweier Frauen“
Olympische Sommerspiele 1996, (GER): Goldmedaille, Rudern „Doppelvierer Frauen“
- Korff, Werner
Olympische Winterspiele 1932, (GER): Bronzemedaille, Eishockey „Männer“
- Köring, Dora
Olympische Sommerspiele 1912, (GER): Goldmedaille, Tennis „Mixed“
Olympische Sommerspiele 1912, (GER): Silbermedaille, Tennis „Frauen Einzel“
- Korn, Oliver
Olympische Sommerspiele 2008, (GER): Goldmedaille, Feldhockey „Männer“
Olympische Sommerspiele 2012, (GER): Goldmedaille, Feldhockey „Männer“
- Körner, Gerhard
Olympische Sommerspiele 1964, (EAU): Bronzemedaille, Fußball „Männer“
- Körner, Julius
Olympische Sommerspiele 1900, (GER): Bronzemedaille, Rudern „Vierer mit Steuermann“
- Körnig, Helmut
Olympische Sommerspiele 1928, (GER): Bronzemedaille, Leichtathletik „200 Meter Männer“
Olympische Sommerspiele 1928, (GER): Silbermedaille, Leichtathletik „4-mal-100-Meter-Staffel Männer“
Olympische Sommerspiele 1932, (GER): Silbermedaille, Leichtathletik „4-mal-100-Meter-Staffel Männer“
- Korthals, Dirk
Olympische Sommerspiele 1984, (FRG): Silbermedaille, Schwimmen „4-mal-200-Meter-Freistilstaffel Männer“
- Körvers, Heinz
Olympische Sommerspiele 1936, (GER): Goldmedaille, Feldhandball „Männer“
- Koschik, Erich
Olympische Sommerspiele 1936, (GER): Bronzemedaille, Kanurennsport „C1 1000 Meter Männer“
- Koschka, Horst
Olympische Winterspiele 1972, (GDR): Bronzemedaille, Biathlon „4-mal-7,5-Kilometer-Staffel Männer“
- Köste, Klaus
Olympische Sommerspiele 1964, (GDR): Bronzemedaille, Turnen „Mannschaftszwölfkampf Männer“
Olympische Sommerspiele 1968, (GDR): Bronzemedaille, Turnen „Mannschaftszwölfkampf Männer“
Olympische Sommerspiele 1972, (GDR): Bronzemedaille, Turnen „Mannschaftszwölfkampf Männer“
Olympische Sommerspiele 1972, (GDR): Goldmedaille, Turnen „Pferdsprung Männer“
- Köster, Bärbel
Olympische Sommerspiele 1976, (GDR): Bronzemedaille, Kanu „Zweierkajak 500 Meter Frauen“
- Köster, Julian
Olympische Sommerspiele 2024, (GER): Silbermedaille, Handball „Männer“
- Kostrzewa, Ute
Olympische Sommerspiele 1980, (GDR): Silbermedaille, Volleyball „Frauen“
- Kostulski, Roland
Olympische Sommerspiele 1976, (GDR): Goldmedaille, Rudern „Achter Männer“
- Köther, Karl
Olympische Sommerspiele 1928, (GER): Bronzemedaille, Bahnradsport „Tandem Männer“
- Kothny, Wiradech
Olympische Sommerspiele 2000, (GER): Bronzemedaille, Fechten „Säbel Männer Einzel“
Olympische Sommerspiele 2000, (GER): Bronzemedaille, Fechten „Säbel Mannschaft Männer“
- Kottysch, Dieter
Olympische Sommerspiele 1972, (FRG): Goldmedaille, Boxen „Halbmittelgewicht“
- Kotzian, Ditte
Olympische Sommerspiele 2008, (GER): Bronzemedaille, Wasserspringen „Synchron 3-Meter-Brett Frauen“
- Kowalski, Kerstin
Olympische Sommerspiele 2000, (GER): Goldmedaille, Rudern „Doppelvierer Frauen“
Olympische Sommerspiele 2004, (GER): Goldmedaille, Rudern „Doppelvierer Frauen“
- Kowalski, Manja
Olympische Sommerspiele 2000, (GER): Goldmedaille, Rudern „Doppelvierer Frauen“
- Krahn, Annike
Olympische Sommerspiele 2008, (GER): Bronzemedaille, Fußball „Frauen“
Olympische Sommerspiele 2016, (GER): Goldmedaille, Fußball „Frauen“
- Krajewski, Julia
Olympische Sommerspiele 2016, (GER): Silbermedaille, Vielseitigkeitsreiten „Mannschaft“
Olympische Sommerspiele 2020, (GER): Goldmedaille, Vielseitigkeitsreiten „Einzel“
- Kräker, Steffi
Olympische Sommerspiele 1976, (GDR): Bronzemedaille, Turnen „Mannschaftsmehrkampf Frauen“
Olympische Sommerspiele 1980, (GDR): Silbermedaille, Turnen „Pferdesprung Frauen“
Olympische Sommerspiele 1980, (GDR): Bronzemedaille, Turnen „Stufenbarren Frauen“
Olympische Sommerspiele 1980, (GDR): Bronzemedaille, Turnen „Mannschaftsmehrkampf Frauen“
- Krämer-Gulbin, Ingrid
Olympische Sommerspiele 1960, (EAU): Goldmedaille, Wasserspringen „3-Meter-Brett Frauen“
Olympische Sommerspiele 1960, (EAU): Goldmedaille, Wasserspringen „10-Meter-Turm Frauen“
Olympische Sommerspiele 1964, (EAU): Goldmedaille, Wasserspringen „3-Meter-Brett Frauen“
Olympische Sommerspiele 1964, (EAU): Silbermedaille, Wasserspringen „10-Meter-Turm Frauen“
- Krasniqi, Luan
Olympische Sommerspiele 1996, (GER): Bronzemedaille, Boxen „Schwergewicht Männer“
- Kratschmer, Guido
Olympische Sommerspiele 1976, (FRG): Silbermedaille, Leichtathletik „Zehnkampf Männer“
- Kraus, Angelika
Olympische Sommerspiele 1968, (FRG): Bronzemedaille, Schwimmen „4-mal-100-Meter-Lagenstaffel Frauen“
- Kraus, Marinus
Olympische Winterspiele 2014, (GER): Goldmedaille, Skispringen „Mannschaft Männer“
- Kraus, Michael
Olympische Sommerspiele 1976, (FRG): Bronzemedaille, Schwimmen „4-mal-100-Meter-Lagenstaffel Männer“
- Kraus, Peter (Hockeyspieler)
Olympische Sommerspiele 1972, (FRG): Goldmedaille, Feldhockey „Männer“
- Krause, Barbara
Olympische Sommerspiele 1980, (GDR): Goldmedaille, Schwimmen „100 Meter Freistil Frauen“
Olympische Sommerspiele 1980, (GDR): Goldmedaille, Schwimmen „200 Meter Freistil Frauen“
Olympische Sommerspiele 1980, (GDR): Goldmedaille, Schwimmen „4-mal-100-Meter-Freistilstaffel Frauen“
- Krause, Christiane
Olympische Sommerspiele 1972, (FRG): Goldmedaille, Leichtathletik „4-mal-100-Meter-Staffel Frauen“
- Krause, Dieter
Olympische Sommerspiele 1960, (EAU): Goldmedaille, Kanurennsport „4-mal-500-Meter-Einerkajak Männer“
- Krause, Michael
Olympische Sommerspiele 1972, (FRG): Goldmedaille, Feldhockey „Männer“
- Krause, Roswitha
Olympische Sommerspiele 1968, (GDR): Bronzemedaille, Schwimmen „4-mal-100-Meter-Freistilstaffel Frauen“
Olympische Sommerspiele 1976, (GDR): Silbermedaille, Handball „Frauen“
Olympische Sommerspiele 1980, (GDR): Bronzemedaille, Handball „Frauen“
- Krause, Sigrun
Olympische Winterspiele 1976, (GDR): Bronzemedaille, Langlauf „4-mal-5-Kilometer-Staffel Frauen“
- Kraushaar, Silke
Olympische Winterspiele 1998, (GER): Goldmedaille, Rennrodeln „Einsitzer Frauen“
Olympische Winterspiele 2002, (GER): Bronzemedaille, Rennrodeln „Einsitzer Frauen“
Olympische Winterspiele 2006, (GER): Silbermedaille, Rennrodeln „Einsitzer Frauen“
- Krauß, Bernd
Olympische Sommerspiele 1980, (GDR): Goldmedaille, Rudern „Achter Männer“
- Krauß, Käthe
Olympische Sommerspiele 1936, (GER): Bronzemedaille, Leichtathletik „100 Meter Frauen“
- Krauße, Stefan
Olympische Winterspiele 1988, (GDR): Silbermedaille, Rennrodeln „Zweisitzer Männer“
Olympische Winterspiele 1992, (GER): Goldmedaille, Rennrodeln „Zweisitzer Männer“
Olympische Winterspiele 1994, (GER): Bronzemedaille, Rennrodeln „Zweisitzer Männer“
Olympische Winterspiele 1998, (GER): Goldmedaille, Rennrodeln „Zweisitzer Männer“
- Krebs, Ernst
Olympische Sommerspiele 1936, (GER): Goldmedaille, Kanurennsport „K1 10.000 Meter Männer“
- Krebs, Richard
Olympische Sommerspiele 1928, (GER): Silbermedaille, Leichtathletik „4-mal-400-Meter-Staffel Männer“
- Kreische, Hans-Jürgen
Olympische Sommerspiele 1972, (GDR): Bronzemedaille, Fußball „Männer“
- Krempel, Erich
Olympische Sommerspiele 1936, (GER): Silbermedaille, Schießen „Scheibenpistole Männer“
- Krempl, Valentin
Olympische Winterspiele 1928, (GER): Bronzemedaille, Bobsport „Fünferbob Männer“
- Kremtz, Peter
Olympische Sommerspiele 1968, (GDR): Silbermedaille, Rudern „Vierer mit Steuermann“
- Kretschmer, Peter
Olympische Sommerspiele 2012, (GER): Goldmedaille, Kanurennsport „C2 1000 Meter Männer“
- Kretzschmar, Stefan
Olympische Sommerspiele 2004, (GER): Silbermedaille, Handball „Männer“
- Kretzschmar, Waltraud
Olympische Sommerspiele 1976, (GDR): Silbermedaille, Handball „Frauen“
Olympische Sommerspiele 1980, (GDR): Bronzemedaille, Handball „Frauen“
- Kreutzberg, Karl
Olympische Sommerspiele 1936, (GER): Goldmedaille, Feldhandball „Männer“
- Kreuzer, Hermann
Olympische Sommerspiele 1900, (GER): Silbermedaille, Rugby „Männer“
- Kreuzer, Oscar
Olympische Sommerspiele 1912, (GER): Bronzemedaille, Tennis „Einzel Männer“
- Krieg, Lothar
Olympische Sommerspiele 1976, (FRG): Bronzemedaille, Leichtathletik „4-mal-400-Meter-Staffel Männer“
- Kriegerstein, Steffi
Olympische Sommerspiele 2016, (GER): Silbermedaille, Kanurennsport „K4 1000 Meter Frauen“
- Kröger, Mieke
Olympische Sommerspiele 2020, (GER): Goldmedaille, Bahnradsport „Mannschaftsverfolgung Frauen“
- Krogmann, Werner
Olympische Sommerspiele 1936, (GER): Silbermedaille, Segeln „1 Mann Olympiajolle“
- Kroll, Sylvio
Olympische Sommerspiele 1988, (GDR): Silbermedaille, Turnen „Pferdsprung Männer“
Olympische Sommerspiele 1988, (GDR): Silbermedaille, Turnen „Mannschaftsmehrkampf Männer“
- Kroniger, Annegret
Olympische Sommerspiele 1976, (FRG): Silbermedaille, Leichtathletik „4-mal-100-Meter-Staffel Frauen“
- Kröppelien, Klaus
Olympische Sommerspiele 1980, (GDR): Goldmedaille, Rudern „Doppelzweier Männer“
- Kroppen, Michelle
Olympische Sommerspiele 2020, (GER): Bronzemedaille, Bogenschießen „Mannschaft Frauen“
Olympische Sommerspiele 2024, (GER): Silbermedaille, Bogenschießen „Mannschaft Mixed“
- Kröwerath, Franz
Olympische Sommerspiele 1900, (GER): Bronzemedaille, Rudern „Vierer mit Steuermann Männer“
- Krug, Barbara
Olympische Sommerspiele 1980, (GDR): Silbermedaille, Leichtathletik „4-mal-400-Meter-Staffel Frauen“
- Krug, Heinrich
Olympische Sommerspiele 1936, (GER): Silbermedaille, Wasserball „Männer“
- Krug, Herbert
Olympische Sommerspiele 1984, (FRG): Goldmedaille, Dressurreiten „Mannschaft“
- Krüger, Hannah
Olympische Sommerspiele 2016, (GER): Bronzemedaille, Feldhockey „Frauen“
- Krüger, Hartmut
Olympische Sommerspiele 1980, (GDR): Goldmedaille, Handball „Männer“
- Krüger, Karl-Heinz
Olympische Sommerspiele 1980, (GDR): Bronzemedaille, Boxen „Weltergewicht Männer“
- Krüger, Katrin
Olympische Sommerspiele 1980, (GDR): Bronzemedaille, Handball „Frauen“
- Krüger, Luise
Olympische Sommerspiele 1936, (GER): Silbermedaille, Leichtathletik „Speerwurf Frauen“
- Krüger, Walter
Olympische Sommerspiele 1960, (EAU): Silbermedaille, Leichtathletik „Speerwurf Männer“
- Krull, Reinhard
Olympische Sommerspiele 1984, (FRG): Silbermedaille, Feldhockey „Männer“
- Krupp, Björn
Olympische Winterspiele 2018, (GER): Silbermedaille, Eishockey „Männer“
- Krupp von Bohlen und Halbach, Alfried
Olympische Sommerspiele 1936, (GER): Bronzemedaille, Segeln „8m-R-Klasse“
- Kruppa, Jens
Olympische Sommerspiele 2000, (GER): Bronzemedaille, Schwimmen „4-mal-100-Meter-Lagenstaffel Männer“
Olympische Sommerspiele 2004, (GER): Bronzemedaille, Schwimmen „4-mal-100-Meter-Lagenstaffel Männer“
- Kubail, Ralph
Olympische Sommerspiele 1976, (FRG): Bronzemedaille, Rudern „Vierer mit Steuermann“
- Kubitzki, Werner
Olympische Sommerspiele 1936, (GER): Silbermedaille, Feldhockey „Männer“
- Kudla, Denis
Olympische Sommerspiele 2016, (GER): Bronzemedaille, Ringen griechisch-römische Klasse bis 85 kg „Männer“
olympische Sommerspiele 2020, (GER): Bronzemedaille, Ringen griechisch-römische Klasse bis 87 kg „Männer“
- Kuffner, Andreas
Olympische Sommerspiele 2012, (GER): Goldmedaille, Rudern „Achter Männer“
Olympische Sommerspiele 2016, (GER): Silbermedaille, Rudern Achter „Männer“
- Kugler, Frank
Olympische Sommerspiele 1904, (GER): Silbermedaille, Freistilringen „Schwergewicht Männer“
Olympische Sommerspiele 1904, (GER): Bronzemedaille, Gewichtheben „Beidarmiger Mehrkampf Männer“
Olympische Sommerspiele 1904, (GER): Bronzemedaille, Gewichtheben „Einarmiger Mehrkampf Männer“
Olympische Sommerspiele 1904, (Mixed Team USA/GER): Bronzemedaille, „Tauziehen Männer“
- Kühl, Patrick
Olympische Sommerspiele 1988, (GDR): Silbermedaille, Schwimmen „200 Meter Lagen Männer“
- Kühn, Anke
Olympische Sommerspiele 2004, (GER): Goldmedaille, Feldhockey „Frauen“
- Kühn, Axel
Olympische Winterspiele 1992, (GER): Silbermedaille, Bobsport „Viererbob Männer“
- Kühn, Dieter
Olympische Sommerspiele 1980, (GDR): Silbermedaille, Fußball „Männer“
- Kühn, Enrico
Olympische Winterspiele 2002, (GER): Goldmedaille, Bobsport „Viererbob Männer“
- Kuhn, Friedrich
Olympische Winterspiele 1952, (GER): Goldmedaille, Bobsport „Viererbob Männer“
- Kühn, Gabriele
Olympische Sommerspiele 1976, (GDR): Goldmedaille, Rudern „Vierer mit Steuerfrau“
Olympische Sommerspiele 1980, (GDR): Goldmedaille, Rudern „Achter Frauen“
- Kühn, Julius
Olympische Sommerspiele 2016, (GER): Bronzemedaille, Handball „Männer“
- Kühne, Rita
Olympische Sommerspiele 1972, (GDR): Goldmedaille, Leichtathletik „4-mal-400-Meter-Staffel Frauen“
- Kühnhackl, Erich
Olympische Winterspiele 1976, (FRG): Bronzemedaille, Eishockey „Männer“
- Kuhnt, Irina
Olympische Sommerspiele 1992, (GER): Silbermedaille, Feldhockey „Frauen“
- Kuhweide, Wilhelm
Olympische Sommerspiele 1964, (EAU): Goldmedaille, Segeln „Finn-Dinghi“
Olympische Sommerspiele 1972, (FRG): Bronzemedaille, Segeln „Starboot“
- Kukuk, Christian
Olympische Sommerspiele 2024, (GER): Goldmedaille, Springreiten „Einzel“
- Kumbernuss, Astrid
Olympische Sommerspiele 1996, (GER): Goldmedaille, Leichtathletik „Kugelstoßen Frauen“
Olympische Sommerspiele 2000, (GER): Bronzemedaille, Leichtathletik „Kugelstoßen Frauen“
- Kummer, Mario
Olympische Sommerspiele 1988, (GDR): Goldmedaille, Straßenradsport „Mannschaftszeitfahren Männer“
- Kunisch, Kornelia
Olympische Sommerspiele 1980, (GDR): Bronzemedaille, Handball „Frauen“
- Kunz, Andreas
Olympische Winterspiele 1968, (GDR): Bronzemedaille, Nordische Kombination „Einzel Männer“
- Kunz, Florian
Olympische Sommerspiele 2004, (GER): Bronzemedaille, Feldhockey „Männer“
- Kunz, Joachim
Olympische Sommerspiele 1980, (GDR): Silbermedaille, Gewichtheben „Leichtgewicht“
Olympische Sommerspiele 1988, (GDR): Goldmedaille, Gewichtheben „Leichtgewicht“
- Kunze, Hansjörg
Olympische Sommerspiele 1988, (GDR): Bronzemedaille, Leichtathletik „5000 Meter Männer“
- Kunze, Rüdiger
Olympische Sommerspiele 1976, (GDR): Silbermedaille, Rudern „Vierer mit Steuermann“
- Küper, Ursula
Olympische Sommerspiele 1960, (EAU): Bronzemedaille, Schwimmen „4-mal-100-Meter-Lagenstaffel Frauen“
- Kupfernagel, Hanka
Olympische Sommerspiele 2000, (GER): Silbermedaille, Straßenradsport „Straßenrennen Frauen“
- Küppers, Anneliese
Olympische Sommerspiele 1956, (EAU): Silbermedaille, Dressurreiten „Mannschaft“
- Küppers, Ernst-Joachim
Olympische Sommerspiele 1964, (EAU): Silbermedaille, Schwimmen „4-mal-100-Meter-Lagenstaffel Männer“
- Kurbjuweit, Lothar
Olympische Sommerspiele 1972, (GDR): Bronzemedaille, Fußball „Männer“
Olympische Sommerspiele 1976, (GDR): Goldmedaille, Fußball „Männer“
- Kurrat, Klaus-Dieter
Olympische Sommerspiele 1976, (GDR): Silbermedaille, Leichtathletik „4-mal-100-Meter-Staffel Männer“
- Kurschat, Harry
Olympische Sommerspiele 1956, (EAU): Silbermedaille, Boxen „Leichtgewicht“
- Kurth, Andrea
Olympische Sommerspiele 1976, (GDR): Goldmedaille, Rudern „Vierer mit Steuerfrau“
- Kurtz, Oliver
Olympische Sommerspiele 1992, (GER): Goldmedaille, Feldhockey „Männer“
- Kurzer, Manfred
Olympische Sommerspiele 2004, (GER): Goldmedaille, Schießen „Laufende Scheibe“
- Kusch, Walter
Olympische Sommerspiele 1976, (FRG): Bronzemedaille, Schwimmen „4-mal-100-Meter-Lagenstaffel Männer“
- Kuschela, Kurt
Olympische Sommerspiele 2012, (GER): Goldmedaille, Kanurennsport „C2 1000 Meter Männer“
- Kuschke, Hans
Olympische Sommerspiele 1936, (GER): Bronzemedaille, Rudern „Achter Männer“
- Kuske, Kevin
Olympische Winterspiele 2002, (GER): Goldmedaille, Bobsport „Viererbob Männer“
Olympische Winterspiele 2006, (GER): Goldmedaille, Bobsport „Zweierbob Männer“
Olympische Winterspiele 2006, (GER): Goldmedaille, Bobsport „Viererbob Männer“
Olympische Winterspiele 2010, (GER): Goldmedaille, Bobsport „Zweierbob Männer“
Olympische Winterspiele 2010, (GER): Silbermedaille, Bobsport „Viererbob Männer“
Olympische Winterspiele 2018, (GER): Silbermedaille, Bobsport „Viererbob Männer“
- Kutscher, Marco
Olympische Sommerspiele 2004, (GER): Bronzemedaille, Springreiten „Einzel“
Olympische Sommerspiele 2004, (GER): Bronzemedaille, Springreiten „Mannschaft“